# Karaszna
Karaszna (1899-ig Krásznóc, szlovákul: Krásnovce) község Szlovákiában, a Kassai kerület Nagymihályi járásában.

## Fekvése
Nagymihálytól 4 km-re délnyugatra, a Keletszlovák-Alföld északi részén fekszik.

## Története
1403-ban „Crasna” alakban említik először, amikor Luxemburgi Zsigmond a pazdicsi uradalom egy részét nagycsebi nemeseknek adja. 1422-ben „Crazna”, 1428-ban „Krazna” néven említik. A 15-16. században a pazdicsi uradalom része volt. Birtokosai csebi, pazdicsi nemes családok, valamint a Semseyek voltak. A 16. század közepén 15-20 család élt a településen. 1566 szilveszterén császári katonák az adó meg nem fizetése miatt négy családi házat égettek fel a községben. 1582-ben mindössze négy portát számláltak a faluban. 1660-ban 16 lakóháza volt, ezzel a közepes nagyságú falvak közé számított. A 17. század végén régi temploma romokban állt. 1715-ben 4, 1720-ban 9 háztartás létezett a községben. 1787-ben 36 házában 376 lakos élt.
A 18. század végén Vályi András így ír róla: „KRASZNÓCZ. Tót falu Zemplén Várm. földes Urai Szirmay, Boronkay, és Krasznay Uraságok, lakosai külömbfélék, fekszik Mocsárhoz, és Somogyhoz is 1/4 órányira, térséges határja két nyomásbéli, búzát, gabonát, tengerit, árpát, és zabot terem, erdeje, szőleje nints, malma sints, piatza Nagy Mihályon 1/2 órányira.”
1828-ban 50 háza volt 380 lakossal. Lakói 1831-ben részt vettek a koleralázadásban.
Fényes Elek 1851-ben kiadott geográfiai szótárában így ír a faluról: „Krasznócz, Zemplén vm. tót-orosz falu, ut. p. N. Mihály fil., 74 romai, 150 g. kath., 1100 evang., 7 ref., 30 zsidó lak. Szántóföld 414 hold. F. u. Boronkay.”
Az 1870-es évektől kezdve sok lakosa emigrált Amerikába. Borovszky Samu monográfiasorozatának Zemplén vármegyét tárgyaló része szerint: „Kraszna, e tót kisközségnek ez volt hajdan is a neve egész az 1598-iki összeírásig, melybe már eltótosított Krasznócz nevén van bevezetve. E néven szerepelt 1905-ig, a mikor régi nevét visszaállították. Hajdan a pazdicsi várhoz tartozott s mindvégig annak sorsában osztozott. Újabbkori urai a Szirmay, Pothurnay s a Boronkay családok voltak; most nagyobb birtokosa nincs. Templom sincs a községben. 96 házból áll és 438, nagyobbára ág. h. evangélikus vallású lélek lakja. Postája Pazdics, távírója és vasúti állomása Nagymihály.”
1920-ig Zemplén vármegye Nagymihályi járásához tartozott.

## Népessége
| Év:            | 1994. | 2004.   | 2014.   | 2024.   |
| -------------- | ----- | ------- | ------- | ------- |
| Emberek száma: | 575   | 596     | 617     | 619     |
| Eltérés:       |       | +3,65 % | +3,52 % | +0,32 % |

| Év:            | 2023. | 2024.   |
| -------------- | ----- | ------- |
| Emberek száma: | 628   | 619     |
| Eltérés:       |       | -1,43 % |

1910-ben 503, túlnyomórészt szlovák anyanyelvű lakosa volt.
2001-ben 392 lakosából 388 szlovák volt.
2011-ben 609 lakosából 594 szlovák volt.

## Nevezetességei
- Fa haranglába 2000-ben épült a régi, 1896-ban készített harangláb helyén.
- Zsidó temetőjének régi sírkövei.